# Campionati europei di ciclismo su strada 2017 - Gara in linea femminile Under-23
La gara in linea femminile Under-23 dei Campionati europei di ciclismo su strada 2017, ventitreesima edizione della prova, si disputò il 4 agosto 2017 con partenza ed arrivo a Herning, in Danimarca. La vittoria fu appannaggio della danese Pernille Mathiesen, che terminò la gara in 2h32'50", precedendo la norvegese Susanne Andersen e la britannica Alice Barnes.
Sul traguardo di Herning 79 cicliste, su 86 partenti, portarono a termine la competizione.

## Squadre e corridori partecipanti
| N.    | Cod. | Squadra       |
| ----- | ---- | ------------- |
| 1-6   | NLD  | Paesi Bassi   |
| 7-12  | ITA  | Italia        |
| 13-18 | POL  | Polonia       |
| 19-24 | GBR  | Gran Bretagna |
| 25-26 | BEL  | Belgio        |
| 27-32 | DNK  | Danimarca     |
| 33-38 | DEU  | Germania      |
| 39-44 | FRA  | Francia       |
| 45-46 | SWE  | Svezia        |
| 47-49 | NOR  | Norvegia      |
| 50-53 | ESP  | Spagna        |
| 54-55 | BLR  | Bielorussia   |
| 56-61 | RUS  | Russia        |
| 62    | LUX  | Lussemburgo   |

| N.    | Cod. | Squadra    |
| ----- | ---- | ---------- |
| 63-67 | SWI  | Svizzera   |
| 68    | UKR  | Ucraina    |
| 69    | LTU  | Lituania   |
| 70-71 | CZE  | Rep. Ceca  |
| 72    | AUT  | Austria    |
| 73-74 | CRO  | Croazia    |
| 75-76 | SVN  | Slovenia   |
| 77-78 | SVK  | Slovacchia |
| 79    | SRB  | Serbia     |
| 80    | EST  | Estonia    |
| 81-82 | ISR  | Israele    |
| 83    | ROM  | Romania    |
| 84    | PRT  | Portogallo |
| 85-86 | TUR  | Turchia    |

## Ordine d'arrivo (Top 10)
| Pos. | Corridore          | Squadra       | Tempo    |
| ---- | ------------------ | ------------- | -------- |
| 1    | Pernille Mathiesen | Danimarca     | 2h32'50" |
| 2    | Susanne Andersen   | Norvegia      | a 6"     |
| 3    | Alice Barnes       | Gran Bretagna | s.t.     |
| 4    | Rachele Barbieri   | Italia        | s.t.     |
| 5    | Lisa Klein         | Germania      | s.t.     |
| 6    | Juliette Labous    | Francia       | s.t.     |
| 7    | Alicia González    | Spagna        | s.t.     |
| 8    | Marta Lach         | Polonia       | s.t.     |
| 9    | Floortje Mackaij   | Paesi Bassi   | s.t.     |
| 10   | Frida Knutsson     | Svezia        | s.t.     |